# Grand Prix Detroitu 1987
Grand Prix Detroitu 1987 (oficiálně 6th Detroit Grand Prix) se jela na okruhu Detroit street circuit v Detroitu v Michiganu ve Spojených státech amerických dne 21. června 1987. Závod byl sedmým v pořadí v sezóně 1987 šampionátu Formule 1.

## Kvalifikace
| Poř. | No. | Jezdec             | Konstruktér            | Čas      |
| ---- | --- | ------------------ | ---------------------- | -------- |
| 1    | 5   | Nigel Mansell      | Williams-Honda         | 1:39.264 |
| 2    | 12  | Ayrton Senna       | Lotus-Honda            | 1:40.607 |
| 3    | 6   | Nelson Piquet      | Williams-Honda         | 1:40.942 |
| 4    | 20  | Thierry Boutsen    | Benetton-Ford          | 1:42.050 |
| 5    | 1   | Alain Prost        | McLaren-TAG            | 1:42.357 |
| 6    | 18  | Eddie Cheever      | Arrows-Megatron        | 1:42.361 |
| 7    | 27  | Michele Alboreto   | Ferrari                | 1:42.684 |
| 8    | 19  | Teo Fabi           | Benetton-Ford          | 1:42.918 |
| 9    | 7   | Riccardo Patrese   | Brabham-BMW            | 1:43.479 |
| 10   | 17  | Derek Warwick      | Arrows-Megatron        | 1.43.541 |
| 11   | 2   | Stefan Johansson   | McLaren-TAG            | 1:43.797 |
| 12   | 28  | Gerhard Berger     | Ferrari                | 1:43.816 |
| 13   | 3   | Jonathan Palmer    | Tyrrell-Ford           | 1:44.350 |
| 14   | 4   | Philippe Streiff   | Tyrrell-Ford           | 1:45.037 |
| 15   | 9   | Martin Brundle     | Zakspeed               | 1:45.291 |
| 16   | 10  | Christian Danner   | Zakspeed               | 1:45.740 |
| 17   | 8   | Andrea de Cesaris  | Brabham-BMW            | 1:46.046 |
| 18   | 24  | Alessandro Nannini | Minardi-Motori Moderni | 1:46.083 |
| 19   | 21  | Alex Caffi         | Osella-Alfa Romeo      | 1:46.124 |
| 20   | 30  | Philippe Alliot    | Lola-Ford              | 1:46.194 |
| 21   | 25  | René Arnoux        | Ligier-Megatron        | 1:46.211 |
| 22   | 16  | Ivan Capelli       | March-Ford             | 1:46.269 |
| 23   | 26  | Piercarlo Ghinzani | Ligier-Megatron        | 1:47.471 |
| 24   | 11  | Satoru Nakadžima   | Lotus-Honda            | 1:48.801 |
| 25   | 23  | Adrián Campos      | Minardi-Motori Moderni | 1:50.495 |
| 26   | 14  | Pascal Fabre       | AGS-Ford               | 1:53.644 |

## Závod
| Poř.   | No. | Jezdec             | Konstruktér            | Počet kol | Čas/Odstoupení | Pořadí na startu | Body |
| ------ | --- | ------------------ | ---------------------- | --------- | -------------- | ---------------- | ---- |
| 1      | 12  | Ayrton Senna       | Lotus-Honda            | 63        | 1:50:16.358    | 2                | 9    |
| 2      | 6   | Nelson Piquet      | Williams-Honda         | 63        | + 33.819       | 3                | 6    |
| 3      | 1   | Alain Prost        | McLaren-TAG            | 63        | + 45.327       | 5                | 4    |
| 4      | 28  | Gerhard Berger     | Ferrari                | 63        | + 1:02.601     | 12               | 3    |
| 5      | 5   | Nigel Mansell      | Williams-Honda         | 62        | + 1 kolo       | 1                | 2    |
| 6      | 18  | Eddie Cheever      | Arrows-Megatron        | 60        | + 3 kola       | 6                | 1    |
| 7      | 2   | Stefan Johansson   | McLaren-TAG            | 60        | + 3 kola       | 11               |      |
| 8      | 10  | Christian Danner   | Zakspeed               | 60        | + 3 kola       | 16               |      |
| 9      | 7   | Riccardo Patrese   | Brabham-BMW            | 60        | + 3 kola       | 9                |      |
| 10     | 25  | René Arnoux        | Ligier-Megatron        | 60        | + 3 kola       | 21               |      |
| 11 (1) | 3   | Jonathan Palmer    | Tyrrell-Ford           | 60        | + 3 kola       | 13               |      |
| 12 (2) | 14  | Pascal Fabre       | AGS-Ford               | 58        | + 5 kol        | 26               |      |
| Ret    | 20  | Thierry Boutsen    | Benetton-Ford          | 52        | Brzdy          | 4                |      |
| Ret    | 26  | Piercarlo Ghinzani | Ligier-Megatron        | 51        | Spojka         | 23               |      |
| Ret    | 4   | Philippe Streiff   | Tyrrell-Ford           | 44        | Kolo           | 14               |      |
| Ret    | 30  | Philippe Alliot    | Lola-Ford              | 38        | Nehoda         | 20               |      |
| Ret    | 27  | Michele Alboreto   | Ferrari                | 25        | Převodovka     | 7                |      |
| Ret    | 24  | Alessandro Nannini | Minardi-Motori Moderni | 22        | Převodovka     | 18               |      |
| Ret    | 9   | Martin Brundle     | Zakspeed               | 16        | Turbo          | 15               |      |
| Ret    | 17  | Derek Warwick      | Arrows-Megatron        | 12        | Nehoda         | 10               |      |
| Ret    | 16  | Ivan Capelli       | March-Ford             | 9         | Elektronika    | 22               |      |
| Ret    | 19  | Teo Fabi           | Benetton-Ford          | 6         | Nehoda         | 8                |      |
| Ret    | 21  | Alex Caffi         | Osella-Alfa Romeo      | 3         | Řazení         | 19               |      |
| Ret    | 8   | Andrea de Cesaris  | Brabham-BMW            | 2         | Převodovka     | 17               |      |
| Ret    | 23  | Adrián Campos      | Minardi-Motori Moderni | 1         | Nehoda         | 25               |      |
| Ret    | 11  | Satoru Nakadžima   | Lotus-Honda            | 0         | Kolize         | 24               |      |
| Zdroj: |     |                    |                        |           |                |                  |      |

## Průběžné pořadí po závodě
Pohár jezdců
| Pořadí | Jezdec           | Body |
| ------ | ---------------- | ---- |
| 1      | Ayrton Senna     | 24   |
| 2      | Alain Prost      | 22   |
| 3      | Nelson Piquet    | 18   |
| 4      | Stefan Johansson | 13   |
| 5      | Nigel Mansell    | 12   |
| Zdroj: |                  |      |

Pohár konstruktérů
| Pořadí | Konstruktér    | Body |
| ------ | -------------- | ---- |
| 1      | McLaren-TAG    | 35   |
| 2      | Williams-Honda | 30   |
| 3      | Lotus-Honda    | 27   |
| 4      | Ferrari        | 17   |
| 5      | Brabham-BMW    | 4    |
| Zdroj: |                |      |

Pořadí Jim Clark Trophy
| Pořadí | Jezdec           | Body |
| ------ | ---------------- | ---- |
| 1      | Jonathan Palmer  | 27   |
| 2      | Pascal Fabre     | 22   |
| 3      | Philippe Streiff | 21   |
| 4      | Philippe Alliot  | 15   |
| 5      | Ivan Capelli     | 6    |

Pořadí Colin Chapman Trophy
| Pořadí | Konstruktér  | Body |
| ------ | ------------ | ---- |
| 1      | Tyrrell-Ford | 48   |
| 2      | AGS-Ford     | 22   |
| 3      | Lola-Ford    | 15   |
| 4      | March-Ford   | 6    |